# アダマール正則化
アダマール正則化（アダマールせいそくか、英: Hadamard regularization）あるいはアダマールの有限部分（アダマールのゆうげんぶぶん、英: Hadamard finite part, Hadamard's partie finie）は、発散積分の発散項を取り除き有限部分を残すことで積分を正則化するという、正則化の手法である。この方法は  Hadamard (1923, book III, chapter I, 1932) によって導入された。 Riesz (1938, 1949) はこの手法を、収束積分の有理型接続をとることとして解釈できることを示した。
次のコーシーの主値が存在するなら、
{\displaystyle {\mathcal {C}}\int _{a}^{b}{\frac {f(t)}{t-x}}\,dt\quad ({\hbox{for}}~~a<x<b)}
その x に関する微分から、以下のアダマールの有限部分積分が得られる。
{\displaystyle {\frac {d}{dx}}\left({\mathcal {C}}\int _{a}^{b}{\frac {f(t)}{t-x}}\,dt\right)={\mathcal {H}}\int _{a}^{b}{\frac {f(t)}{(t-x)^{2}}}\,dt\quad ({\hbox{for}}~~a<x<b).}
ここで  {\displaystyle {\mathcal {C}}} はコーシーの主値、{\displaystyle {\mathcal {H}}} はアダマールの有限部分をそれぞれ表す。
また、上記の a < x < b のアダマールの有限部分積分は次のようにも定義できる。
{\displaystyle {\mathcal {H}}\int _{a}^{b}{\frac {f(t)}{(t-x)^{2}}}\,dt=\lim _{\varepsilon \to 0^{+}}\left\{\int _{a}^{x-\varepsilon }{\frac {f(t)}{(t-x)^{2}}}\,dt+\int _{x+\varepsilon }^{b}{\frac {f(t)}{(t-x)^{2}}}\,dt-{\frac {2f(x)}{\varepsilon }}\right\},}
{\displaystyle {\mathcal {H}}\int _{a}^{b}{\frac {f(t)}{(t-x)^{2}}}\,dt=\lim _{\varepsilon \to 0^{+}}\left\{\int _{a}^{b}{\frac {(t-x)^{2}f(t)}{((t-x)^{2}+\varepsilon ^{2})^{2}}}\,dt-{\frac {\pi f(x)}{2\varepsilon }}-{\frac {f(x)}{2}}({\frac {1}{b-x}}-{\frac {1}{a-x}})\right\}.}
これらの定義は、a < x < b として関数 f (t) が t = x で無限階微分可能であると見なすこと、すなわち関数 f (t) が t = x の周りでテイラー展開可能であると見なすことから導かれる。
アダマールの有限部分積分（と未知関数 f (t)）を含む積分方程式は、超特異積分方程式 (hypersingular integral equation) と呼ばれる。超特異積分方程式は破壊解析のような力学の問題を定式化する上でしばしば現れる。